# Paul Kenrick
Paul Kenrick (n. 1962 ) es un botánico y paleobotánico sistemático inglés. Desarrolla actividades académicas en el Museo de Historia Natural de Londres. Se especializó en la palinología y opera en las especialidades del origen de las plantas terrestres durante el Paleozoico medio y la evolución de los principales grupos de plantas, sobre todo helechos, licopodios, colas de caballo y coníferas. También estudia la evolución de la forma en las plantas.
En 1982 obtuvo su B.Sc. por la Universidad de Gales, Cardiff, y su doctorado en la misma Casa en 1988.

## Algunas publicaciones
- p. Kenrick, p.g. Davis. 2004. Fossil Plants. The Natural History Museum, Londres, 207 pp. ISBN 1588341569

- p. Korall, p. Kenrick. 2004. The phylogenetic history of Selaginellaceae based on sequences from the plastid and nucleus: extreme substitution rates and rate heterogeneity. Molecular Phylogenetics and Evolution, 31: 852-864

- p. Forey, r. Fortey, p. Kenrick, a.b. Smith. 2004. Taxonomy and fossils: a critical appraisal. Philosophical Trans. of the Royal Soc. of London, 359: 639-653

- p. Kenrick. 2004a. Angiosperms. In: R.C. Selley, L.R.M. Cocks & I. Pilmer (eds.) Encyclopedia of Geology. Elsevier, Oxford, pp. 418-427

- ---------------. 2004b. Gymnosperms. In: R.C. Selley, L.R.M. Cocks & I. Pilmer (eds.) Encyclopedia of Geology. Elsevier, Oxford, pp. 443-454.

- ---------------. 2003. Fishing for the first plants. Nature, 425: 248-249

- j. Hilton, b. Geng, p. Kenrick. 2003. A Novel Late Devonian (Frasnian) woody Cladoxylopsid from China. International J. of Plants Sci. 164: 793-805

- p. Kenrick. 2002. The origin of roots. In: Yoav Waisel, Amram Eshel & Uzi Kafkafi (eds.) Plant roots: the hidden half. 3ª ed. 1-13

- ---------------. 2002. The telome theory. In: Q.C.B. Cronk, R.M. Bateman, J.A. Hawkins (eds.) Developmental genetics and plant evolution. Taylor & Francis, Lond. 365-387

- p. Korall, p. Kenrick. 2002. Phylogenetic relationships in Selaginellaceae based on rbcL gene sequences. Am. J. of Botany, 89: 506-517

- n. Wikström, p. Kenrick, j.c. Vogel. 2002. Schizaeaceae: a phylogenetic approach. Review of Palaeobotany and Palynology, 119: 35-50

- -------------------, ---------------. 2001. Evolution of Lycopodiaceae (Lycopsida): estimating divergence times from rbcL gene sequences by use of nonparametric rate smoothing. Molecular Phylogenetics and Evolution, 19: 177-186

- Schneider, p. Kenrick. 2001. An Early Cretaceous root-climbing epiphyte (Lidsaeaceae) and its significance for calibrating the diversification of polypodiaceous ferns. Review of Palaeobotany and Palynology, 115: 33-41

- p. Kenrick. 2001. Turning over a new leaf. Nature, 410: 309-310

- -----------------. 2000. The relationships of vascular plants. Philosophical Trans. of the Royal Society of London, B355: 847-855

- -----------------, p.r. Crane. 2000. The origin and early evolution of plants on land. In: H. Gee (ed.) Shaking the tree: readings from Nature in the history of life. Univ. of Chicago Press, Chicago, pp. 217-232

- -----------------, h.-s. You, y.-k. Koh, j.-y. Kim, s.-h. Cho, h.-g. Kim. 2000. Cretaceous plant fossils from the Kohung area, Chonnam, Korea. J. of the Paleontological Soc. of Korea, 16: 45-56

- n. Wikström, p. Kenrick. 2000. Relationships of Lycopodium and Lycopodiella based on combined plastid rbcL gene and trnL intron sequence data. Systematic Bot. 25: 495-510

- -------------------, ---------------. 2000. Phylogeny of epiphytic Huperzia (Lycopodiaceae): paleotropical and neotropical clades corroborated by rbcL sequences. Nordic J. of Botany, 20: 165-171

- h.-s. You, p. Kenrick, y.-k. Koh, j.-y. Kim, s.-t. Yun, h.-g. Kim, c.-h. Chung, s.-o. Ryu. 2000. Palaeodepositional environment of the Cretaceous Hampyeong Basin, southwestern Korea. J. of the Korean Earth Sci. Soc. 21: 683-694

- p. Kenrick, p.r. Crane. 1997. The origin and early diversification of land plants: a cladistic study. Smithsonian series in comparative evolutionary biology. Edición ilustrada de Smithsonian Instit. Press, 441 pp. ISBN 1560987294

## Honores
- Medalla linneana del bicentenario en 1999[1]

- 2003 a hoy: editor asociado del Journal of Systematic Palaeontology
- 2005 a hoy: editor asociado del American Journal of Botany
- La abreviatura «Kenrick» se emplea para indicar a Paul Kenrick como autoridad en la descripción y clasificación científica de los vegetales.[2]